# Hodh El Gharbi
Hodh El Gharbi (arabiska: ولاية الحوض الغربي) är en region (wilaya) i södra Mauretanien. Huvudort är Aïoun. Den gränsar till Mali i söder. Regionen hade 403 091 invånare vid folkräkningen år 2023.
Hodh El Gharbi är indelat i fem departement (moughataa).
| Departement (moughataa) | Folkmängd (2023) | Kommuner |
| ----------------------- | ---------------- | --- |
| Aïoun                   | 78 229           | - Aïoun (36 517 invånare) - Nsavenni (4 279 invånare) - Dweirara (14 542 invånare) - Tin Hamad (2 858 invånare) - Benaemane (3 000 invånare) - Egjert (5 567 invånare) - Oum Lahyadh (11 466 invånare)                           |
| Koubenni                | 135 158          | - Koubenni (19 250 invånare) - Hassi Ehel Ahmed Bechna (15 517 invånare) - Timzine (19 193 invånare) - Leghlig (16 051 invånare) - Gougui Zemmal (20 553 invånare) - Medbougou (23 410 invånare) - Elvoulaniya (21 184 invånare) |
| Tamchaket               | 43 936           | - Tamchaket (4 996 invånare) - Elmabrouk (3 030 invånare) - Radhi (9 731 invånare) - Guaet Teidouma (10 992 invånare) - Sava (15 187 invånare)                                                                                   |
| Tintane                 | 98 188           | - Tintane (35 995 invånare) - Hassi Abdallah (5 091 invånare) - Aweinat Tal (13 705 invånare) - Aïn Varba (16 260 invånare) - Agharghar (11 293 invånare) - Devaa (15 844 invånare)                                              |
| Touil                   | 47 578           | - Touil (12 359 invånare) - Baghdad (14 221 invånare) - Sett (9 827 invånare) - Lehreijat (11 172 invånare) |